# ステータスシンボル
「ステータスシンボル」とは、目に見えて認識できる「社会的地位」の外的な表示物である。自身はどのような地位にいるのかということを象徴するような所持品のことを「ステータスシンボル」という。
高級住宅、別荘、高級車、高級衣服、美術工芸品、高級腕時計などがこれに当て嵌まっていることが多い。過去の日本では価格が高いということだけをステータスシンボルと判断するような風潮も存在していたため、高価格であるということだけを理由として商品を選択する消費者もいた。その頃の輸入品は国内の同製品と比較してみれば高価格になっていたことから、輸入品というだけで「ステータスシンボル」になるという時代も存在していた。
だが、時代は変わり、高級品には価格相応の価値（品質、性能）が要求され、また高品質の低価格商品が求められるようになっている。そして輸入品も一部の人のみが購入できるステータスシンボルではなくなっている。更に、昔は「ステータスシンボル」であった物も本質的な価値、つまり実用性の伴わない高級品は滑稽で悪趣味なものとして忌避される考え方も一般的になりつつある。例えば、ユニクロやH&Mなどのファストファッションや、イケアやニトリなどの量販家具はデザイン性と実用性とエコを兼ね備えながらも低価格であるため、高級ブランドの製品よりも合理的で健全と捉えられる事が多くなっている。